# Cranosina coronata
Cranosina coronata är en mossdjursart som först beskrevs av Walter Douglas Hincks 1881.  Cranosina coronata ingår i släktet Cranosina och familjen Calloporidae. Inga underarter finns listade i Catalogue of Life.